# 金山車站 (愛知縣)
金山站（日语：／ Kanayama eki */?）是位於愛知縣名古屋市熱田區金山町之名古屋鐵道（名鐵），以及位於中區金山1丁目之東海旅客鐵道（JR東海）和名古屋市營地下鐵的車站。本站除了為名古屋市市內第二大之交通樞紐外，也是名古屋南方的門戶。

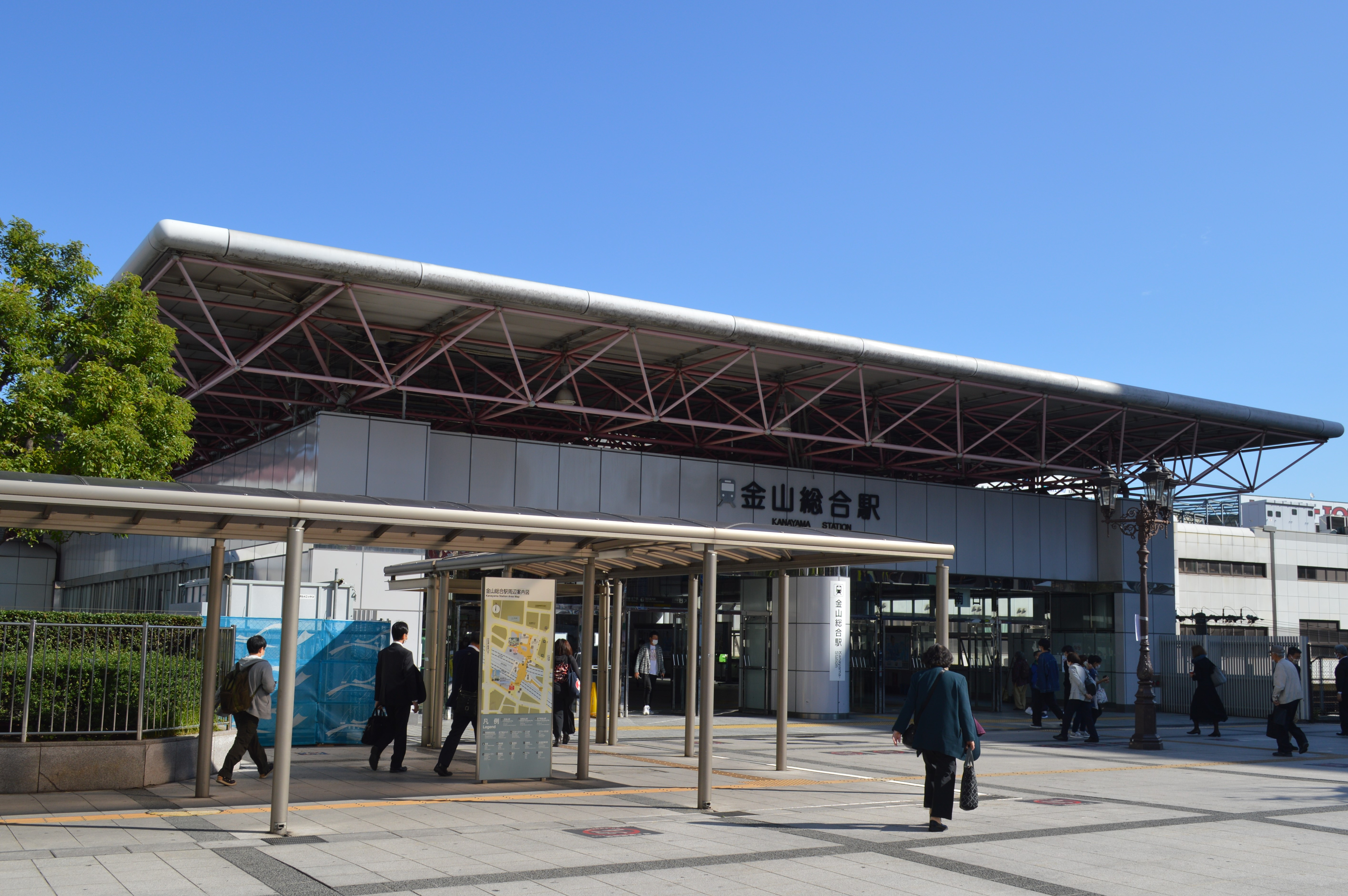
南口（2020年10月）

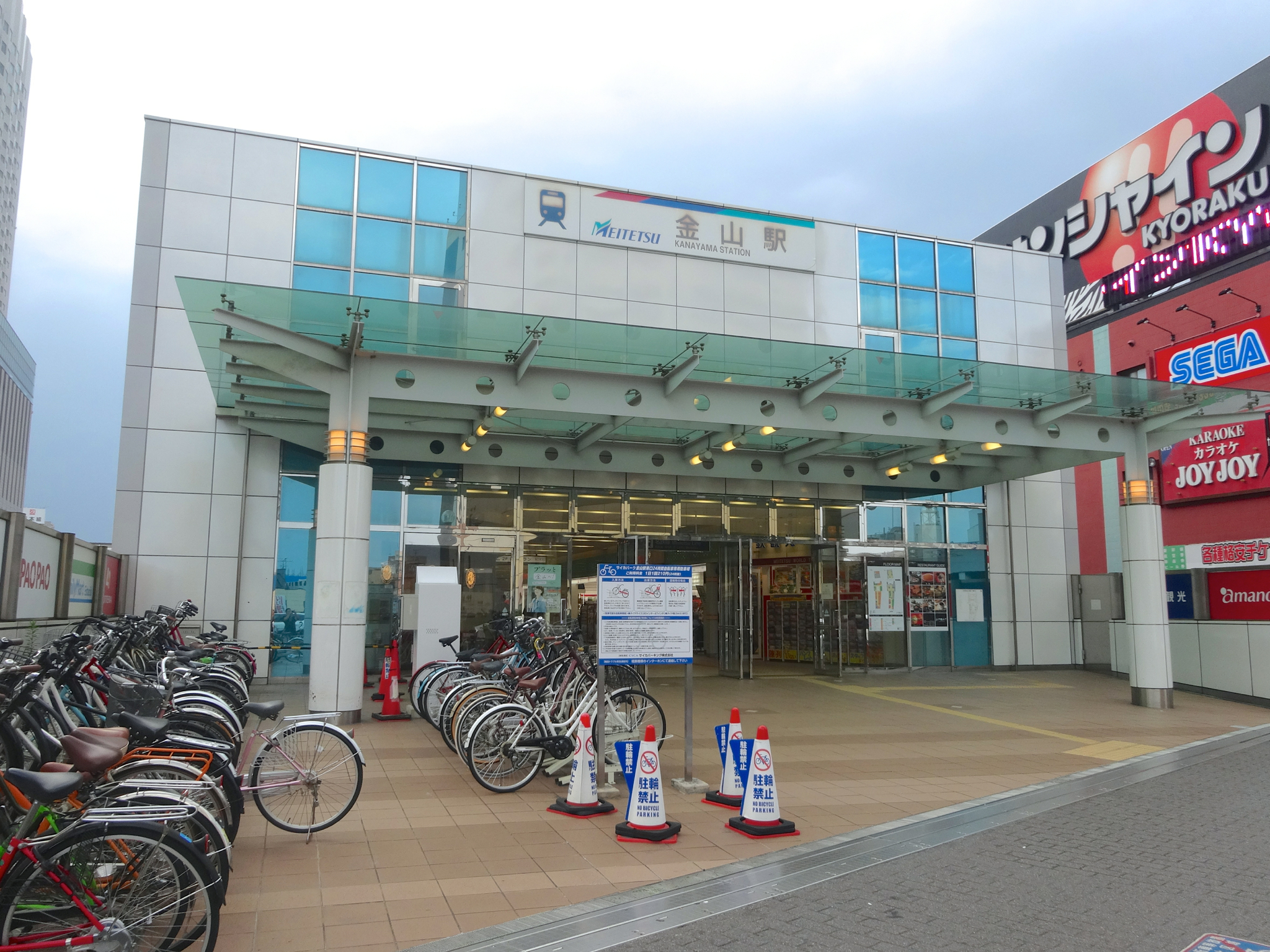
名鐵車站入口（2014年9月）

## 车站

### 概要
- 车站功能部分

地面一层的南门至北门间为公共步道，步道的两侧为各交通机构检票口，西侧为JR检票口、东侧是名铁检票口、站内北口两侧为地下铁入口。
地下一层（注：此层站台与地面为水渠式结构，不能严格的称之为地下，但同位于此层水平线上的地下铁检票口则是地下。）为JR、名铁站台，JR与名铁站台互相穿插共4列岛式站台组成，由北开始分别是JR中央本线、名铁神宫前方向、名铁名古屋方向、JR东海道本线。地下铁检票口位于同层北侧地下位置。
地下二层为地下铁站台，由双岛式四线构成。名铁右回旋、名铁左回旋、名港线这三个方向构成。
- 其他部分

地上二层为JR连接通道、公共设施，其间有邮局、小型店铺以及饮食店构成。公共设施部分亦设有通道连接至「Asunal」（一家日本小型商店，其名稱為日式英语，原意為「，意为「明天會更好」）。
过去JR金山站是东海道线所使用，名铁只能停在JR金山站与金山桥(注：由于水渠式结构的原因，铁道与公路交叉的地方地势被抬高并建桥连接公路在铁道之上。金山站南口前面的公路桥被叫做金山桥。)之间的金山桥站，各个线路之间的换乘非常不便。在1989年的世界设计博览会开幕的时候，
修建起可以连接南北的步道、新增地下铁出入口（手扶电梯）、新增JR东海道本线的站台、与名铁金山桥站合并成现在的金山站。此后在雨天不会弄湿衣服，也能短时间内在各个站之间进行转乘。而且车站南面的方便性被大幅提高。使得经营管理者、使用者、周边居民机构受益非浅。
在2004年，名古屋站因为需要担当起2005年日本世界博览会和中部国际机场之间转乘的重要环节（注:2005年爱知地球博览会时，许多外国游客从中部国际机场到爱知地球博览会会场时需要在该站转乘。）而对站内进行改进，分別在3月於名铁的东出入口，12月在西出入口增加了JR和名铁间的换乘检票口。在地下铁方向增设了介绍看版、线路图的金山站到中部国际机场的飞机时間表。名古屋站JR中央塔大楼也建起来，站前巴士发车站也进行了改良。

### 名古屋鐵道
月台是岛式月台2面4线。名铁线从金山站到神宫前站根据方向不同有几条线，常滑线的列车在内侧行驶、名古屋本线的列车在外侧行驶。同时，为了利用名古屋站方向既有的2條的电轨线，以及分散从金山站到名古屋站的客流量而增设了从金山站到名古屋站之间的往返列车。又同时在神宫前方向增设跨越两条线路的道岔，来进行对丰桥站出发和到达中部国际机场的乘入列车的折返。以此来避开人流量较大、换车不太方便的名古屋站的压力，使得在金山站和神宫前站进行换车的乘客增加了起来。
金山站被公共步道分为东栋和西栋，在东栋的检票口是东检票口（金山桥侧）和中央检票口，在西栋的是西检票口和JR的换乘检票口，一共四个检票口。
在西栋大厅里设置有通往站台的直升电梯和全日空公司的机票搭乘手续自动受理机。
西栋的Mu票售票机是为了中部国际机场站而增设的Mu票售票机，设置后仅仅数个月后被中部国际机场站移到别的地方。2005年9月JR乘换口有的东西移到别的地方。同时东栋Concourse也被安置。

一部分的路牌从以前的日语、英语之外又加上朝鲜语、中文和葡萄牙语等語言；月台也新鎮設有冷气和暖气的等候室，发车向导表示器和快速特快、特快的班车向导表示器也有了英语表示的LED表示器，(还有增加了英语广播，有时候在前往中部国际机场抵达时车站工作人员会用人声去播报站名等此列车相关信息)。

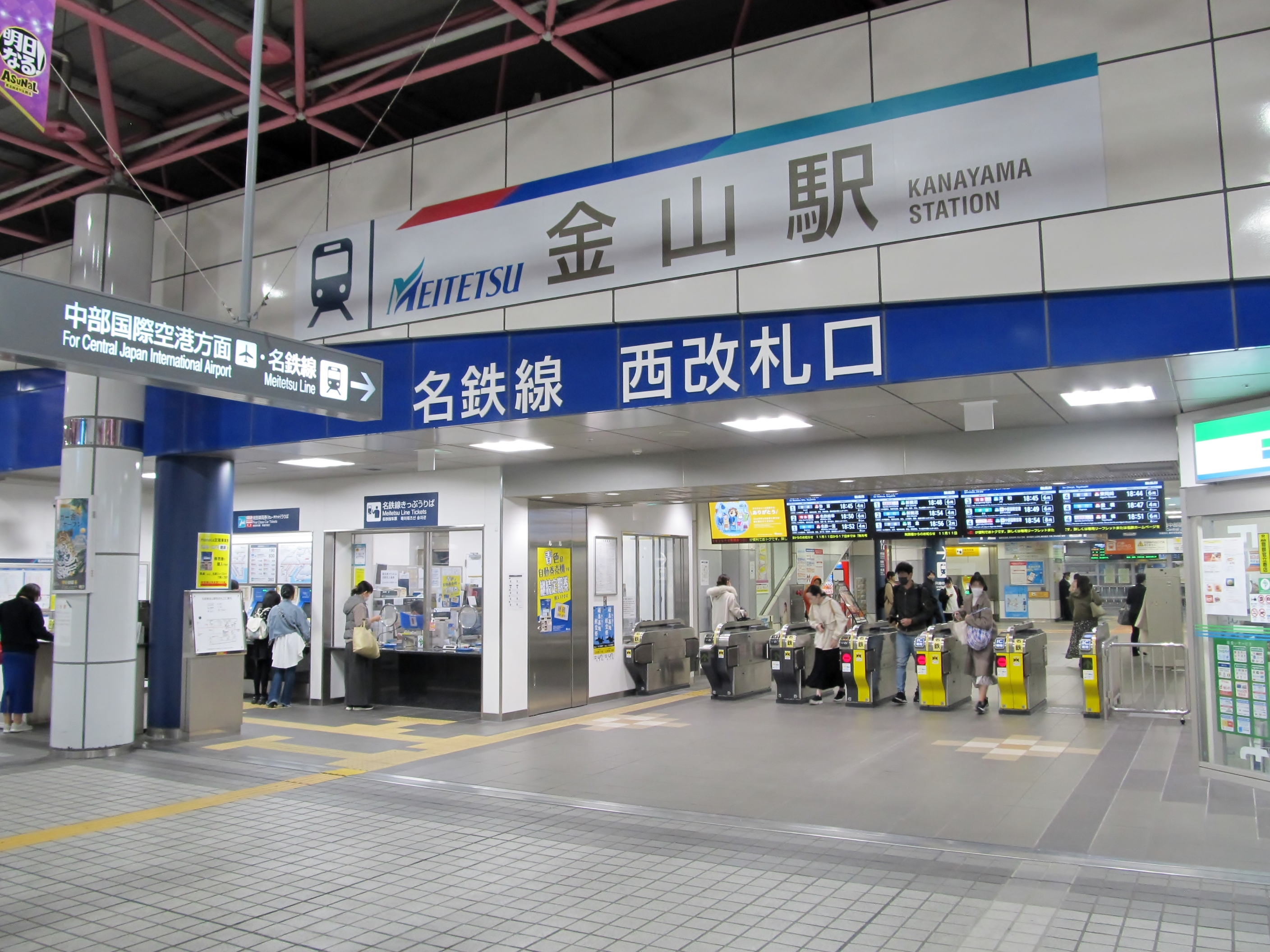
西驗票口(2023年11月)
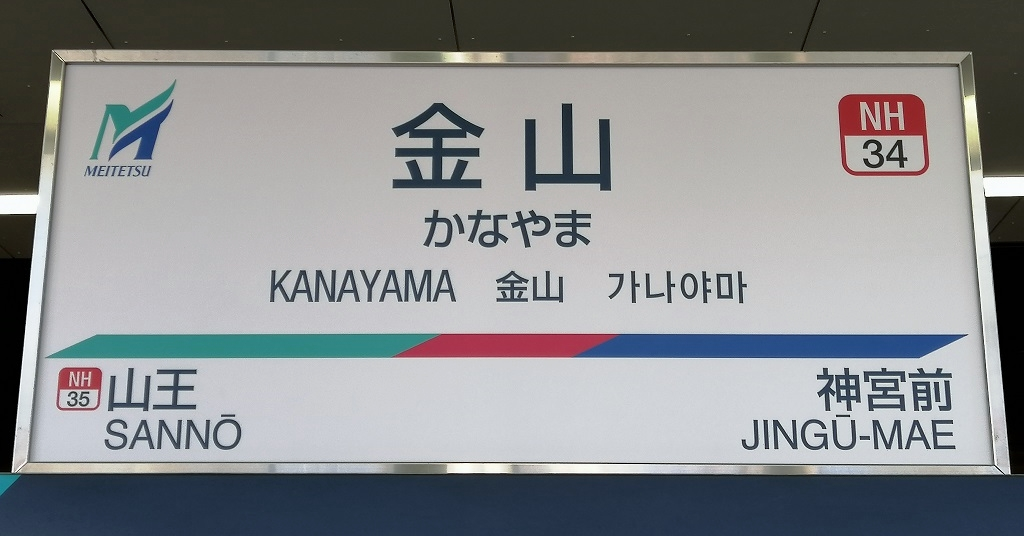
站名標示（2020年3月）

#### 月台配置
| 月台 | 路線       | 方向 | 目的地                         |
| ---- | ---------- | ---- | ------------------------------ |
| 1、2 | 名古屋本線 | 下行 | ■ 一宮、岐阜方向               |
| 1、2 | 名古屋本線 | 下行 | ■ 津島方向                     |
| 1、2 | 名古屋本線 | 下行 | ■ 岩倉、犬山方向               |
| 3、4 | 名古屋本線 | 上行 | ■ 東岡崎、豐橋方向             |
| 3、4 | 名古屋本線 | 上行 | ■ 中部國際機場、河和、內海方向 |

### JR東海
在東海道本線與中央本線上，分別各設有1面島式月台，共2面4線之地面車站。本站是將中央本線之號誌站（舊名：古渡號誌站）遷移升級後而設置的車站。於1989年時建置了東海道本線的月台。並且在當初也未設置尾頭橋車站，所以在當時東海道本線之熱田車站至名古屋站之間並未設站。在東海道本線與中央本線彼此轉乘時，需通過長度約50公尺之名鐵名古屋本線上方之通路。剪票口則設於中央本線月台側與通路中央之轉搭名鐵的剪票口共2處。在JR北海道根室本線中，也有同名之金山車站。

#### 月台配置
| 月台 | 路線       | 方向 | 目的地             | 備註                             |
| ---- | ---------- | ---- | ------------------ | -------------------------------- |
| 1    | 中央本線   | 下行 | 多治見、中津川方向 |                                  |
| 2    | 中央本線   | 上行 | 名古屋方向         | 通過尾頭橋站，有部分直通大垣方向 |
| 3    | 東海道本線 | 上行 | 豐橋、武豐方向     |                                  |
| 4    | 東海道本線 | 下行 | 名古屋、大垣方向   |                                  |

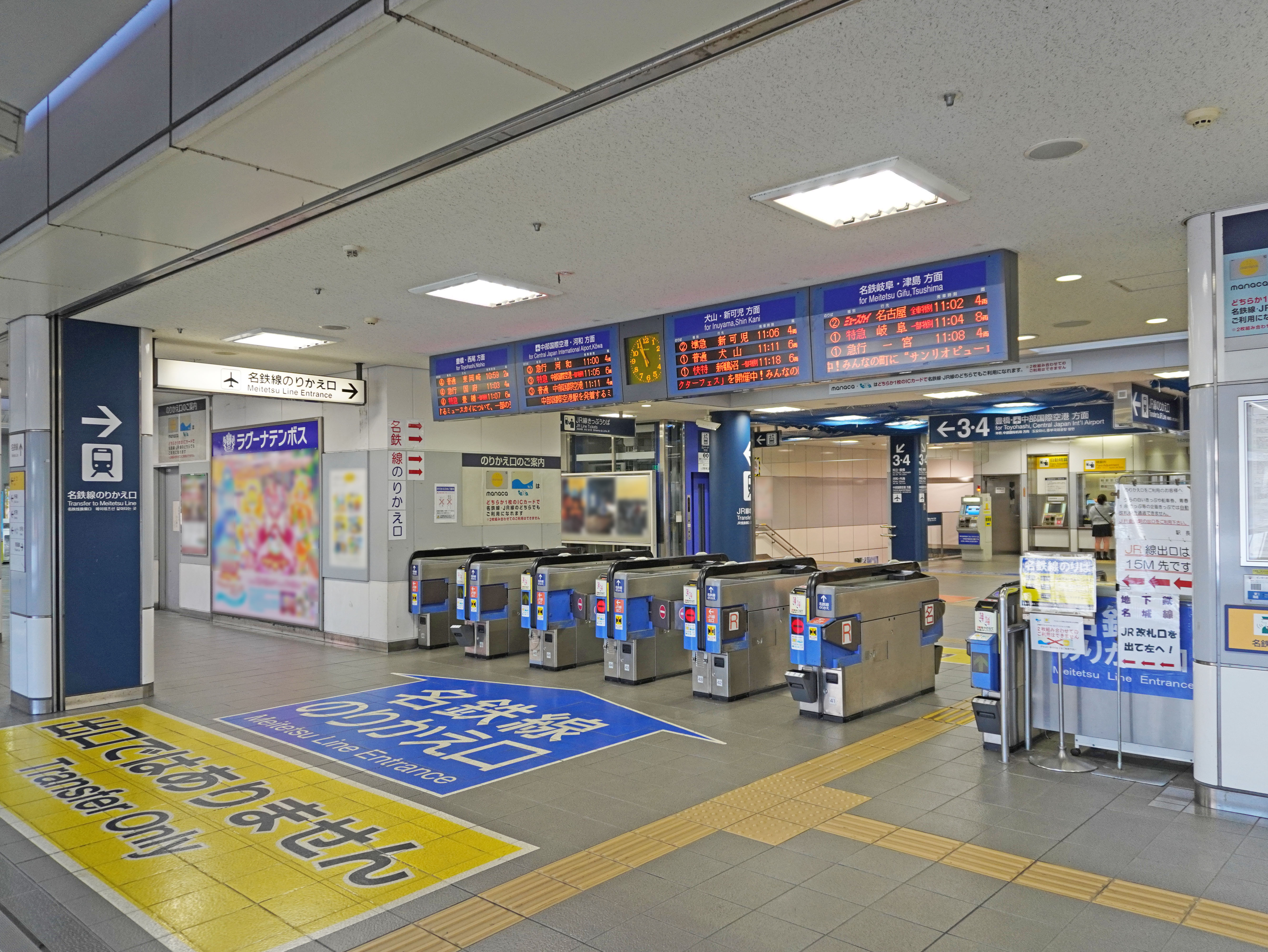
轉乘名鐵的驗票口(2022年11月)
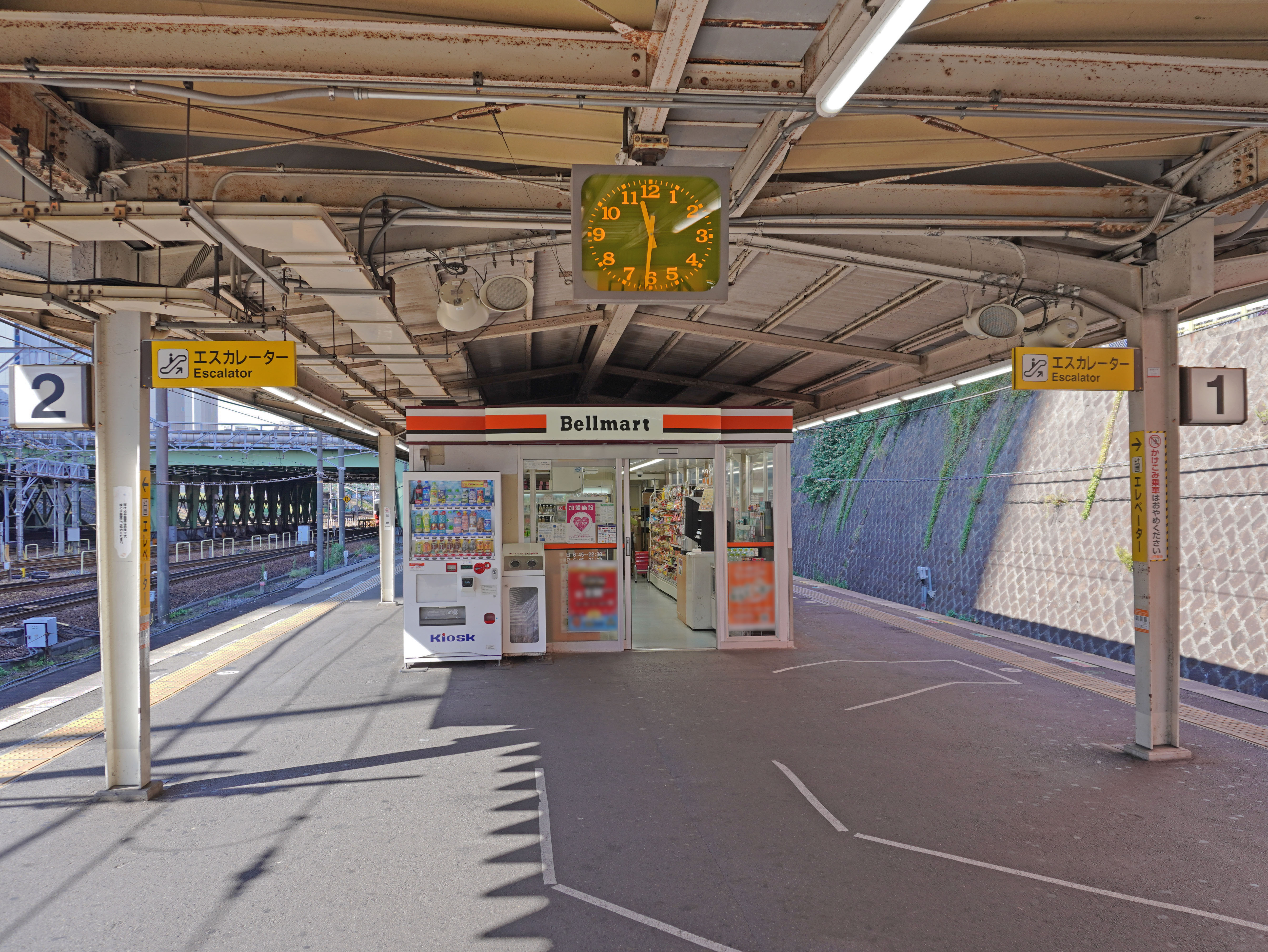
1號與2號月台（2022年11月）
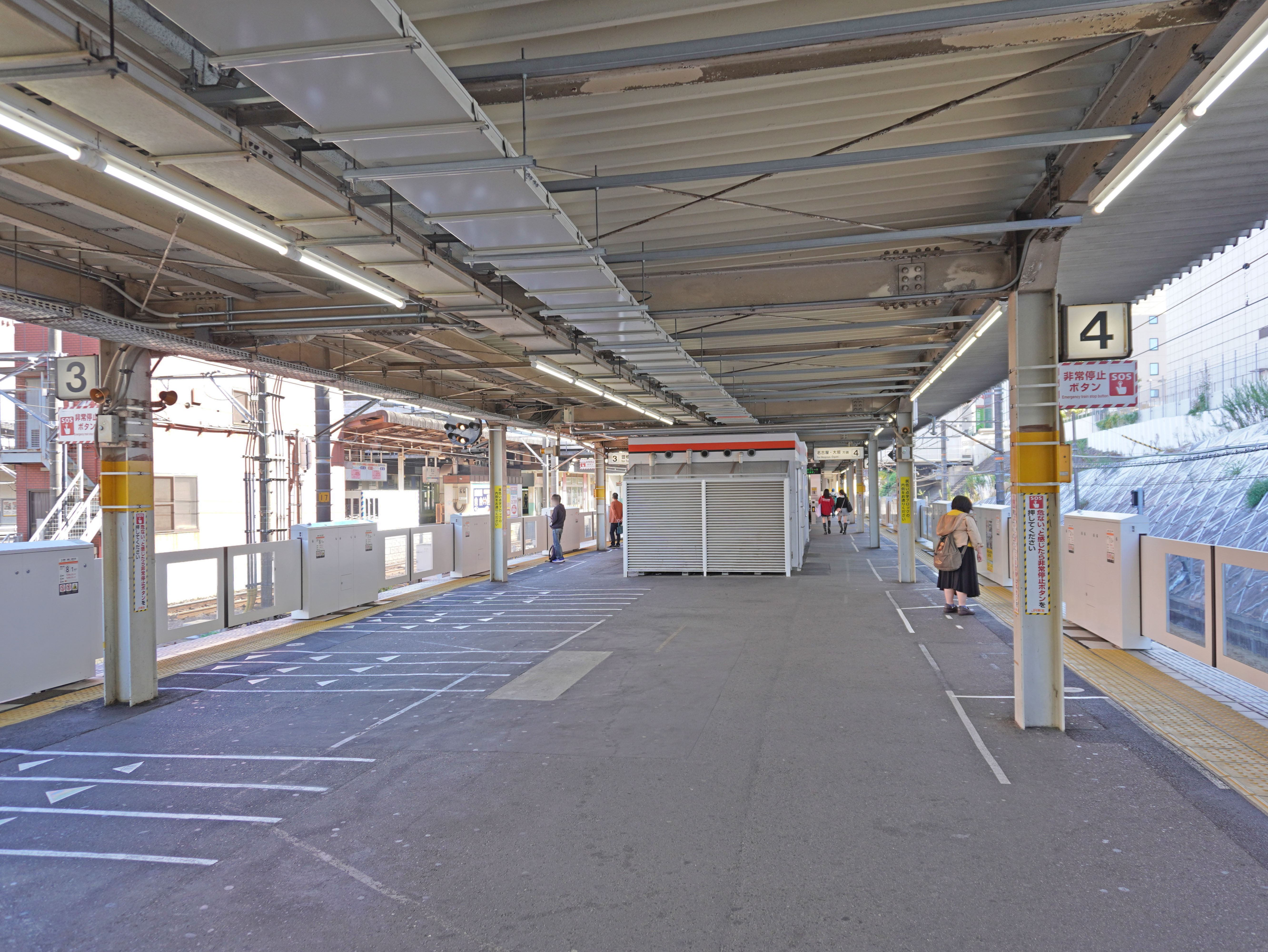
3號與4號月台（2022年11月）
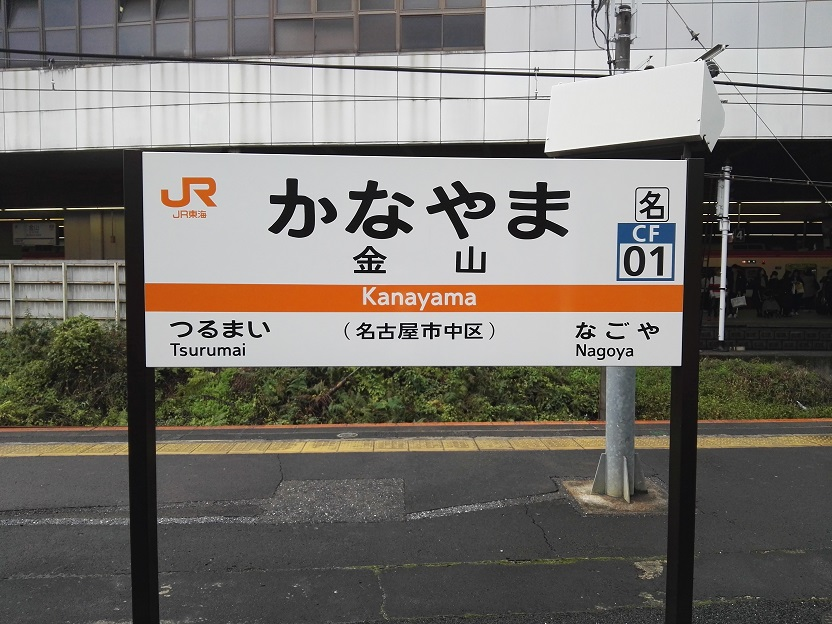
中央本線站名標示（2018年12月）
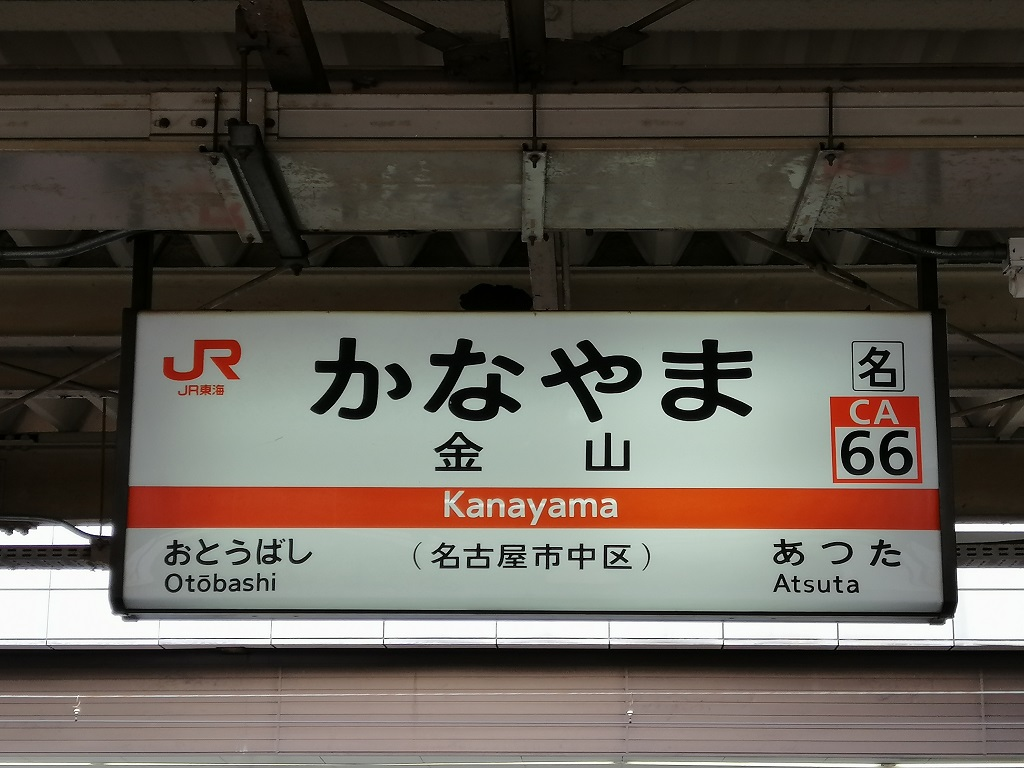
東海道本線站名標示（2020年3月）

### 名古屋市營地下鐵
在名古屋地下鐵之各站中，本站是唯一一座擁有2面4線之島式月台。外側2線軌道為名城線，內側2線軌道為名港線。而在靠近東别院方向中，留有一條於正月初一之白天、清晨和深夜，往返於名古屋港方向之專用軌道。
剪票口設有南、中、北口共3處。出入口分別設置於通往公用通道之手扶梯及電梯以外，與通往地面之出入口共有6處。此外，本站也設置有通往中京大學文化市民會館（舊名：名古屋市民會館）之地下通路。

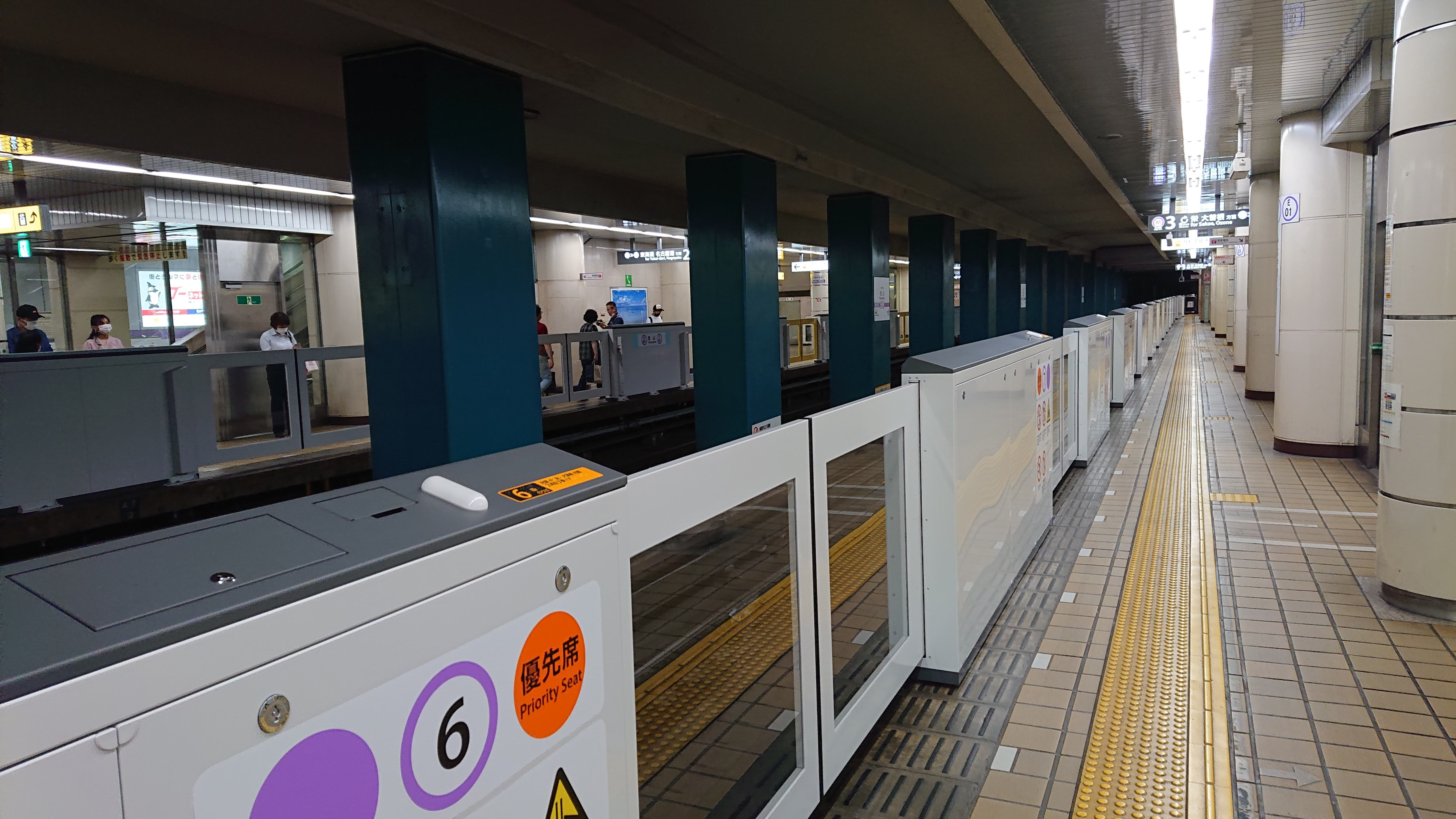
月台（2020年7月）

#### 月台配置
| 月台 | 路線           | 目的地               | 備註                   |
| ---- | -------------- | -------------------- | ---------------------- |
| 1    | 名城線（左環） | 新瑞橋、八事方向     |                        |
| 2    | 名港線         | 東海通、名古屋港方向 |                        |
| 3    | 名城線（右環） | 榮、大曾根方向       | 從名古屋港開出的列車   |
| 4    | 名城線（右環） | 榮、大曾根方向       | 從新瑞橋方向開出的列車 |

## 使用情况
根据爱知县的统计，平成14年(2002年)在金山站的名铁的使用人数为日平均56947人。这是在所有名铁站中使用人数第二多的车站。

### 1日平均上車人次
根據「名古屋市統計年鑑」，近年1日平均上車人次推移如下表。
| 年度               | 名鐵上車人次（人/日） | JR上車人次（人/日） | 地下鐵上車人次（人/日） |
| ------------------ | --------------------- | ------------------- | ----------------------- |
| 1999年（平成11年） | 62,372                | 45,725              | 56,283                  |
| 2000年（平成12年） | 59,785                | 44,897              | 53,948                  |
| 2001年（平成13年） | 58,463                | 45,343              | 56,505                  |
| 2002年（平成14年） | 56,947                | 45,670              | 54,331                  |
| 2003年（平成15年） | 56,267                | 46,336              | 54,881                  |
| 2004年（平成16年） | 63,988                | 47,292              | 61,581                  |
| 2005年（平成17年） | 70,049                | 51,285              | 67,629                  |
| 2006年（平成18年） | 70,947                | 53,081              | 69,074                  |
| 2007年（平成19年） | 72,077                | 55,382              | 70,501                  |
| 2008年（平成20年） | 73,167                | 56,759              | 71,313                  |
| 2009年（平成21年） | 71,893                | 56,244              | 70,125                  |
| 2010年（平成22年） | 72,178                | 56,291              | 70,807                  |
| 2011年（平成23年） | 73,371                | 56,364              | 72,536                  |
| 2012年（平成24年） | 74,674                | 58,377              | 74,295                  |
| 2013年（平成25年） | 77,351                | 61,704              | 76,094                  |
| 2014年（平成26年） | 77,939                | 63,319              | 77,041                  |
| 2015年（平成27年） | 81,039                | 66,078              | 79,350                  |
| 2016年（平成28年） | 82,648                | 68,057              | 80,769                  |
| 2017年（平成29年） | 83,446                | 69,010              | 80,728                  |
| 2018年（平成30年） | 85,408                | 70,421              | 82,964                  |

## 车站周边状况
金山站前的开发事业，在1999年4月临近车站的一幢地下4层地上31层的金山南大楼竣工。在金山南出口还有有全日空饭店、名古屋波士顿美术馆等也在此建起。在金山站的北面建起金山巴士终点站、还有复合型的商业设施Asunal金山、还有Daiei百货公司等。

### 周边机构与设施
- LOOP金山
  - LOOP金山郵局
- Asunal金山（アスナル金山）
- 名古屋市民會館
- 大榮（ダイエー,Daiei）金山店
- 三菱東京日聯銀行金山分行
- 三井住友銀行金山分行
- 金山南大樓
  - 名古屋波士顿美术馆
  - 名古屋都市中心
  - 名古屋全日空皇冠假日酒店
- 永旺（イオン,AEON）热田购物中心
  - 佳世客（ジャスコ,JUSCO）热田店
  - 永旺热田购物中心店街
- 金山商店街
- 金山桥联合商店街
- 金山神社

## 巴士路线
- 名古屋市营巴士、「金山」巴士總站
  - 荣21　荣～金山～泉乐通四丁目（经过神宫东门）
  - 金山11　金山～池下
  - 金山12　金山（经过樱山左回旋）～妙見町
  - 金山14　金山～瑞穂运动场东（经过樱山,瑞穂区政府）
  - 金山15　金山～瑞穂运动场东（经过热田泳池）
  - 金山16　金山～瑞穂运动场东（经过樱山,市大药学系）
  - 金山18　金山～要丁（经过地铁堀田站）
  - 金山19　金山～野生花园（经过神宮东門）
  - 金山19　金山～泉乐通四丁目
  - 金山20　金山～权野（经过野立小学校）
  - 金山21　金山～中川车库前、地下铁高畑（经过長良桥）
  - 金山22　金山～中川车库前、地下铁高畑、戸田（经过篠原桥）
  - 金山23　金山～戸田荘、岩塚本通四丁目（经过尾头桥）
  - 金山25　金山～野跡站、港区役所（经过劳灾医院前）
  - 金山26　金山（右回旋）～金山（左回旋）
  - 中巡回线　金山～荣
  - 昭和巡回线　名古屋大学～金山～御器所
- 名铁巴士（免费Shuttle巴士）
  - 金山综合站前（「南口」出发/到达）～永旺热田购物中心

## 历史
- 1944年9月1日-名古屋铁道金山站开业（现在地丰桥）。
- 1945年7月1日-名铁金山站改称为金山桥站。
- 1962年1月25日-国铁路中央本线金山站开业。
- 1967年3月30日-名古屋市营地铁名城线金山站开业。
- 1974年3月30日-名古屋市营地铁4号线开业。
- 1989年7月9日-名铁金山桥站迁移到现在地，改名为金山站。JR东海道本线金山站开业。金山站改为金山综合站。
- 1999年 - 入選中部車站百選（第一回）。
- 2004年3月20日-名铁东口检票（无人检票机）新设。车站内的商业设施和金山广场开放。
- 2004年6月1日- Loop金山开放。
- 2004年10月6日-名古屋市营地铁环状线开始，环状线的爱称是名城线，金山～名古屋港的爱称是名港线。
- 2004年12月21日-名铁西口检票新设。
- 2004年12月22日- JR、名铁联络检票新设。

## 相鄰車站
名古屋鐵道
 名古屋本線
□μSKY、□快速特急、■特急、□快速急行、■急行、■準急
神宮前（NH33）－金山（NH34）－名鐵名古屋（NH36）
■普通
神宮前（NH33）－金山（NH34）－山王（NH35）
東海旅客鐵道
 中央本線
- 特急「信濃」部分停車站、「Home Liner瑞浪」停車站

■快速、■普通
鶴舞（CF02）－金山（CF01）－（山王信號場）－名古屋（CF00）
 東海道本線
■特別快速
刈谷（CA58）－金山（CA66）－名古屋（CA68）
■新快速
大府（CA60）－金山（CA66）－名古屋（CA68）
■快速、■區間快速
共和（CA61）－金山（CA66）－名古屋（CA68）
■普通
熱田（CA65）－金山（CA66）－尾頭橋（CA67）
 名古屋市營地下鐵
 名城線
西高藏（M-28）/ 金山（M-01）－東別院（M-02）
 名港線
日比野（E-02）－金山（E-01）－東別院（名城線、M-02）

### 曾經存在的路線
名古屋市電
熱田線
澤上町－金山橋－古澤町
八熊東線東西連絡線
金山橋－池內町

## 外部連結
- 金山 - 名古屋鐵道
- 金山 - 東海旅客鐵道
- 金山 - 名古屋市交通局